# День спасения и освобождения

Декларация 26 ияра с подписями раввинов — основополагающий документ о внесении Дня Спасения и Освобождения в еврейский религиозный календарь.

День спасения и освобождения (ивр. יום השחרור וההצלה) — еврейский праздник, отмечается ежегодно 26 числа еврейского месяца Ияр в ознаменование победы союзников над нацистской Германией во Второй мировой войне и спасения еврейского народа от истребления.
Традиционный светский праздник в ознаменование капитуляции нацистской Германии отмечается в странах Запада 8 мая (День Победы в Европе), а в странах Восточного блока — 9 мая как День Победы. В Израиле он также отмечается 9 мая под названием «День Победы над нацистской Германией».

## Дата
Для датировки иудейских религиозных событий применяется исключительно еврейский календарь. Так, согласно религиозным воззрениям Маараля из Праги — одного из крупнейших галахических авторитетов, — ежегодно в один и тот же день по еврейскому календарю с Небес приходит ровно одно и то же духовное воздействие. Поэтому, когда человек отмечает какое-либо событие в соответствии с еврейским календарем, он отмечает его в «тот самый» день. 9 мая 1945 года по еврейскому летосчислению выпало на 26 ияра 5705 года.

## Установление праздника
В 2013 году Герман-Гавриэль Захарьяев, вице-президент Российского еврейского Конгресса, при поддержке ведущих еврейских организаций и раввинов России инициировал празднование дня победы над нацистской Германией в формате еврейского религиозного праздника. В том же году главным раввинатом было установлено, какие молитвы следует читать в день 26 ияра, и в синагогах России, Израиля и Европы впервые состоялись памятные службы.
Инициатива Г. Захарьяева была поддержана Конференцией раввинов Европы и Главным раввинатом Израиля. В 5774 году по еврейскому календарю (2014 год по григорианскому) День спасения и освобождения впервые отмечался на мероприятиях в Кнессете и у Стены Плача, а также в штаб-квартире Организации Объединённых Наций в Нью-Йорке. В том же году начался проект по поиску могил примерно четверти миллиона павших в боях еврейских солдат союзных и подпольных армий.
В мае 2015 года в Тулузе (Франция) на съезде Конференции раввинов Европы была подписана декларация о внесении 26 ияра как Дня спасения и освобождения в еврейский календарь. По случаю 70-летия капитуляции нацистской Германии в Кнессет, к Западной стене и в йешиву раввина Хаима Каневского были торжественно внесены три специально написанных памятных свитка Торы. Дополнительные церемонии в честь Дня спасения и освобождения прошли в Тулузе и в Москве.
В 2018 году Кнессет утвердил «Закон о Дне освобождения и спасения от нацистской Германии».
В 2022 году в День спасения и освобождения памятная церемония впервые прошла в штаб-квартире Совета Европы в Страсбурге.

## В России
Первые памятные молитвы в синагогах России прошли ещё до официального признания памятной даты, в 2013 году. В дальнейшем, с обретением официального статуса, День спасения и освобождения начал получать всё более широкое распространение. Уже в 2015 году с праздником 26 ияра официально поздравил еврейскую общину Президент Российской федерации и в дальнейшем такие поздравления стали ежегодными. День 26 ияра стали отмечать не только в крупнейших столичных городах с большими еврейскими общинами, но и в Иваново, Твери, Курске, Воронеже и других городах.

## Религиозное значение
Как отмечал инициатор введения в еврейский календарь Дня спасения и освобождения Герман Захарьяев:
Это не светский праздник, это религиозная дата. Она никак не связана с политикой. Когда у меня только возникла идея учреждения Дня Спасения и Освобождения, я понимал, что его стоит продвигать не на уровне правительств, а в еврейских общинах по всему миру. Это наш день благодарности, это самое малое, что еврейский народ может сделать, чтобы почтить память воинов Красной армии, поблагодарив Бога за чудесное спасение от угрозы полного уничтожения.

Первоначально религиозные еврейские лидеры России разошлись во мнении, какой статус должен быть присвоен Дню спасения и освобождения. Так, главный раввин ХАБАД России Берл Лазар обозначил следующую позицию: 
Мы позитивно относимся к предложению увековечить 9 мая как День памяти и благодарности, но это не праздник.
 Однако вице-президент Конгресса еврейских религиозных общин и организаций России (КЕРООР) Зиновий Коган выступил за идею сделать 9 мая по еврейскому летосчислению еврейским праздником. 
В победе над фашизмом есть сакральность: Всевышний через Советскую армию спас евреев и помог обрести государство
 — заявил р. Коган.
Часть раввинов вначале отказывала в признании божественной природы Победы над нацизмом, ведь при этом погибла половина всего еврейского народа — 6 миллионов человек. Но в итоге оказалось важнее то, что Великая Победа избавила евреев от тотального и окончательного уничтожения и положила начало возрождению еврейского народа.
Президент Конференции раввинов Европы, главный раввин Москвы Пинхас Гольдшмидт выразил мнение, что отмечать этот день следует подобно празднику Песах — как праздник освобождения из рабства, согласно словам из Пасхальной Агады: «Вывел нас из рабства на свободу, из порабощения — к вызволению, из траура — к празднику». Ибо, несмотря на гибель множества евреев, для немногих уцелевших в Холокосте этот день стал днем освобождения из лагерей смерти и выходом из укрытия на свободу
Главный раввин и председатель раввинского суда Тель-Авив-Яффо, председатель правления «Яд ва-Шем» Исраэль Меир-Лау в своём послании от 8 Нисана 5774 года (8 апреля 2014 года) среди прочего отметил, что 26-й день месяца Ияра установлен прежде всего в качестве Дня молитвы и благодарения за то, что благодаря нескончаемому милосердию Всевышнего не прекратился род евреев, а также как способ увековечивания памяти о Катастрофе и важное выражение благодарности Праведникам народов мира и воинам, сражавшимся с «нацистским чудовищем» и победившим его.
Специально для Дня спасения и освобождения был разработан и утверждён особый сборник молитв под названием «Благодарить и хвалить Твое Великое Имя» и установлено правило зажигания трёх свечей:
- Первая свеча — во славу Всевышнего, по воле которого пришло избавление.
- Вторая свеча — в память о погибших в годы войны.
- Третья свеча — в честь солдат, воевавших за наше спасение.